# Ilaria Cusinato
Ilaria Cusinato (ur. 5 października 1999 w Cittadelli w Wenecji Euganejskiej) – włoska pływaczka. Zdobyła srebrne medale w indywidualnych konkurencjach 400 m stylem zmiennym (3 sierpnia) oraz 200 m stylem zmiennym (8 sierpnia) podczas rozgrywanych w Glasgow Mistrzostw Europy w Pływaniu 2018.
16 grudnia 2017 zdobyła brąz w Mistrzostwach Europy w Pływaniu na krótkim basenie w konkurencji 200 m stylem zmiennym.